# Халсер, Ларри
Ларри Халсер (род. 26 апреля 1957, Сент-Луис, Миссури) — американский футболист, нападающий и полузащитник. Провёл три сезона в Североамериканской футбольной лиге и, по крайней мере, столько же в MISL. Он также сыграл восемь матчей и забил один гол за сборную США в 1979 и 1980 годах.

## Карьера игрока

### Колледж
Халсер учился в Сент-Луисском университете, где играл за мужскую футбольную команду с 1975 по 1978 год. Он был лидером команды по голевым передачам в 1976 году, а в 1978 году получил премию Всеамериканского спортсмена. В 1995 году Сент-Луисский университет включил Халсера в свой Спортивный зал славы.

### Клубная карьера
В 1979 году Халсер подписал контракт с «Лос-Анджелес Ацтекс». В том сезоне он стал Новичком года NASL. В декабре 1979 года «Ацтекс» обменяли Халсера и Анджело Ди Бернардо на Гари Этерингтона и Сантьяго Формосо из «Нью-Йорк Космос». Халсер провёл следующие два сезона с «Космосом». 8 декабря 1981 года с Хаслером заключил договор «Сент-Луис Стимерс» из MISL. Затем Халсер провёл следующие три сезона со «Стимерс», в первый год на позиции нападающего, в следующие два — полузащитника. «Стимерс» неожиданно уволили его в феврале 1985 года. Затем Халсер подписал контракт с «Канзас-Сити Кометс» на оставшуюся часть сезона. «Кометс» уволили его в октябре 1985 года.

### Национальная сборная
Халсер начал играть за США B в 1978 году, где готовился к летним Олимпийским играм 1980 года. В то время профессиональные футболисты не могли играть на Олимпийских играх, а Халсер подписал профессиональный контракт в 1980 году, из-за чего не смог присоединиться к сборной, которая квалифицировалась на Олимпийские игры. К сожалению для команды, США бойкотировали игры и не приняли участие в турнире. Халсер сыграл свой первый матч с национальной сборной США 3 февраля 1979 года против Советского Союза, который выиграл со счётом 3:1. Затем он сыграл примерно в половине матчей США в 1979 году. 5 октября 1980 года он забил свой единственный гол с национальной сборной в ворота Люксембурга, США выиграли со счётом 2:0. Свой последний матч он провёл 23 ноября 1980 года, его команда проиграла Мексике.

## Тренерская карьера
После того, как Халсер ушёл из спорта, он остался в Сент-Луисе, где учился на тренера и работал в «St. Louis Envelope Company». Его тренерская карьера включала работу с местными «Сент-Луисом» и «Бушем».